# イエンス・ニゴール・クヌーセン
イエンス・ニゴール・クヌーセン（デンマーク語: Jens Nygaard Knudsen、1942年1月25日 - 2020年2月19日）は、デンマークの玩具デザイナー。特にレゴの開発で知られている。ミニフィギュアを創作した。